# Маяк Ганна Степанівна
Ганна Степанівна Маяк (10 лютого 1915 — 17 червня 1993) — українська ландшафтна архітекторка.

## Життя і кар'єра
Ганна Маяк народилася в 1915 році в селищі Огульці, (нині Харківська область) в сім'ї залізничника. Навчалася в середній школі в Люботині.
У 1933 році Ганна Маяк закінчила Харківський технікум зеленого будівництва. У 1937—1941 роках навчалася в Харківському інституті інженерів комунального будівництва (нині Харківський національний університет міського господарства імені О. М. Бекетова) на факультеті паркового будівництва.
Ганна Маяк почала працювати з 1933 року одночасно з навчанням. Працювала техніком, старшим техніком-проєктувальником у Тресті зеленого будівництва, потім — архітектором-дендрологом Харківського об'єднання «Промбудпроект». Після Другої світової війни Ганна Маяк працювала керівницею будівельної контори Тресту зеленого будівництва.
У 1944 році Ганна Маяк разом з іншими архітекторами брала участь у складанні детального плану обласної виставки досягнень народного господарства в Харкові. Ганна Маяк була авторкою плану відділу сільського господарства і головного входу виставки. Виставка розгорнулась ще на оточеній руїнами площі ім. Дзержинського (нині Майдан Свободи). Центральні й обласні газети багато писали тоді про першу в Україні післявоєнну виставку, яка переконливо свідчила про нездоланну силу духу харків'ян, дружню підтримку трудящих усієї країни.
У 1946 році Ганна Маяк була в числі тих, хто проєктував сквер Перемоги (арх. О. М. Касьянов, В. І. Корок, Г. С. Маяк, 1946). Вона була авторкою малюнків і композицій квіткових килимів, які щороку змінювалися.
Після війни були проведені роботи по відновленню Саду імені Тараса Шевченка і його подальшій реконструкції (арх. Г. С. Маяк, дендрологи І. Б. Мелікенцев і А. Д. Ганаєва, 1945—1946). Ганна Маяк розробляла проєкти й безпосередньо керувала роботою бригад Тресту зеленого будівництва. Вона створила комплексні проєкти озеленення парків Харкова — Червонозаводського (1946—1948), Центрального Саду імені Тараса Шевченка (1948—1952), Ботанічного узвозу (1954—1956). Зелені сквери з'явилися на місцях зруйнованого Палацу піонерів, на площах ім. Дзержинського (нині Майдан Свободи), Р. Люксембург (нині Павлівський майдан), Радянської України (нині Майдан Конституції).
Ганна Маяк була однією з авторів проєкту каскаду, спорудженого до 300-річчя заснування Харкова в 1955 році по вул. Клочківській, на розі Ботанічного саду і Саду імені Тараса Шевченка. Крім того, вона працювала над проєктами озеленення скверу ім. Руднєва (нині сквер біля Майдану Героїв Небесної Сотні), парка ім. Артема (нині парк Машинобудівників). Крім того, Ганна Маяк проєктувала Жовтневий гідропарк імені 50-річчя Радянської влади (нині Удянський гідропарк), який займає територію 100 гектарів. Центром парку є водосховище, утворене шляхом розширення звивистого русла річки Уди.
У 1956—1971 роках Ганна Маяк брала участь у проєктуванні каскадів дніпровських гідроелектростанцій: Кременчуцької (1956—1963), Дніпродзержинської (1960—1968), Київської (1962—1970), Канівської (1968—1971). Загалом вона розробила понад 100 проєктів у галузі міського будівництва й ландшафтної архітектури.
З 1971 року була доцентом кафедри містобудування Харківського інституту комунального будівництва (нині Харківський національний університет міського господарства імені О. М. Бекетова).
Ганна Маяк померла 17 червня 1993 року в Харкові.